# 1011 Laodamia

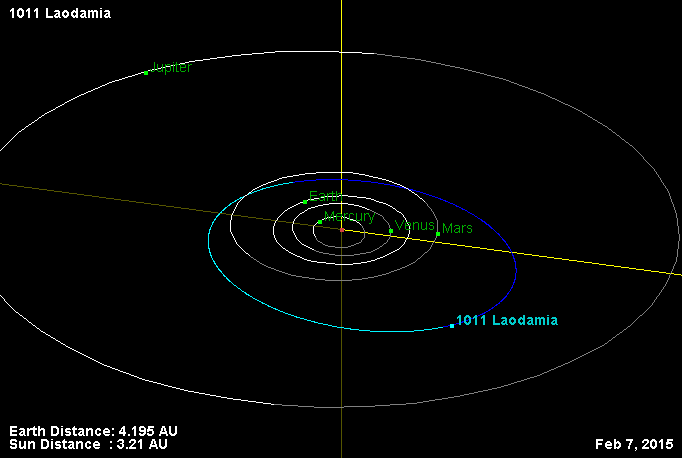
Órbita de 1011 Laodamia.

Laodamia é o asteroide número 1011, é um asteroide cruzador de Marte. Foi descoberto em 5 de janeiro de 1924 por Karl Wilhelm Reinmuth.